# Barbara Steele
Barbara Steele (Birkenhead, 29 de dezembro de 1937) é uma atriz de cinema e produtora britânica. Famosa por estrelar filmes de terror italianos da década de 1960, seu papel de destaque foi em La maschera del demonio (1960), onde interpretou duas personagens: Asa e a princesa Katia Vajda.
Steele teve papéis coadjuvantes em 8½ (1963), de Federico Fellini, e apareceu na televisão na minissérie de 1991 Dark Shadows. Ela também apareceu em inúmeros filmes nos anos 2010, incluindo um papel principal em The Butterfly Room (2012) e um papel de apoio em Lost River (2014), dirigido por Ryan Gosling.

## Início de vida
Steele nasceu em Birkenhead, Cheshire, Inglaterra. Ela estudou arte no Chelsea College of Arts e em Paris na Sorbonne.

## Carreira
Steele fez participações especiais em vários programas de televisão britânicos, incluindo o drama de espionagem Danger Man, com Patrick McGoohan. Ela fez sua estreia na televisão americana em 1960 como Dolores no episódio "Daughter of Illusion" da série Adventures in Paradise. No mesmo ano, ela foi substituída por Barbara Eden no filme Flaming Star, após um desentendimento com o diretor Don Siegel. Em 1961, ela interpretou Phyllis no episódio "Beta Delta Gamma" da série de televisão Alfred Hitchcock Presents. Em 1963 ela teve um importante papel no filme 8½, de Federico Fellini, e em 1966 apareceu no episódio "Bridge of Spies" da série de televisão I Spy.
Durante a década de 1960, Steele estreou inúmeros filmes de terror italianos, incluindo La maschera del demonio (1960), L'Orribile Segreto del Dr. Hichcock (1962), Lo Spettro (1963),  I lunghi capelli della morte (1964), Danza Macabra (1964), 5 tombe per un medium e Amanti d’Oltretomba (ambos de 1965). Ela também participou de The Pit and the Pendulum, adaptação de 1961 do conto homônimo de Edgar Allan Poe e do filme britânico Curse of the Crimson Altar (1968).
Steele retornou aos filmes de terror no final da década de 1970, aparecendo em três filmes: Shivers (1975), de David Cronenberg, Piranha (1978) e Silent Scream (1979.
Ela também foi produtora associada da minissérie The Winds of War (1983) e da sua sequência, War and Remembrance (1988), pela qual ela dividiu o Emmy Award de melhor minissérie com o produtor executivo Dan Curtis.
Steele foi escalada para interpretar Julia Hoffman no remake de 1991 da série Dark Shadows (1966–1971). Em 2010, o ator Mark Gatiss a entrevistou sobre seu papel em La maschera del demonio para seu docomentário da BBC A History of Horror. Em 2012, Gatiss entrevistou Steele novamente sobre seu papel em Shivers para seu documentário Horror Europa. Em 2014 ela apareceu no filme de estreia de Ryan Gosling como diretor, o thriller fantástico Lost River, no qual ela interpretou o papel secundáro de Belladonna.

## Vida pessoal
Steele foi casada com o roteirista americano James Poe entre 1969 e 1978.

## Filmografia

### Cinema
| Ano  | Título                              | Papel                           | Notas                              |
| ---- | ----------------------------------- | ------------------------------- | ---------------------------------- |
| 1958 | Bachelor of Hearts                  | Fiona                           | [ 8 ]                              |
| 1959 | The 39 Steps                        |                                 | Não creditada[carece de fontes?]   |
| 1959 | Sapphire                            |                                 | [carece de fontes?]                |
| 1959 | The Heart of a Man                  |                                 | Cenas deletadas[carece de fontes?] |
| 1959 | Upstairs and Downstairs             | Mary                            | [carece de fontes?]                |
| 1960 | Flaming Star                        | Roslyn Pierce                   | Cenas deletadas[carece de fontes?] |
| 1960 | Your Money or Your Wife             | Juliet Frost                    | [ 9 ]                              |
| 1960 | La maschera del demonio             | Asa Vajda, Princesa Katia Vajda | [ 10 ]                             |
| 1961 | The Pit and the Pendulum            | Elizabeth Barnard Medina        | [ 11 ]                             |
| 1962 | Il capitano di ferro                | Floriana                        | [ 12 ] [ 13 ]                      |
| 1962 | L'Orribile Segreto del Dr. Hichcock | Cynthia                         | [ 14 ] [ 14 ]                      |
| 1963 | 8½                                  | Gloria Morin                    | [ 15 ]                             |
| 1963 | Le ore dell'amore                   | Leila                           | [ 16 ]                             |
| 1963 | Lo Spettro                          | Margaret                        | [ 17 ]                             |
| 1964 | I lunghi capelli della morte        | Helen Karnstein, Mary Karnstein | [ 18 ]                             |
| 1964 | I maniaci                           | Barbara/signora Brugnoli        | [carece de fontes?]                |
| 1964 | Un tentativo sentimentale           | Silvia                          | [carece de fontes?]                |
| 1964 | Danza Macabra                       | Elisabeth Blackwood             | [ 19 ]                             |
| 1964 | Le voci bianche                     | Giulia                          | [ 20 ]                             |
| 1965 | I soldi                             |                                 | [carece de fontes?]                |
| 1965 | Amanti d’Oltretomba                 | Muriel                          | [ 21 ]                             |
| 1965 | 5 tombe per un medium               | Cleo Hauff                      | [ 22 ]                             |
| 1965 | Once Upon a Tractor                 | —                               | Curta-metragem                     |
| 1966 | L'armata Brancaleone                | Teodora                         | [ 25 ] [ 26 ]                      |
| 1966 | The She Beast                       | Veronica                        | [ 27 ] [ 28 ]                      |
| 1966 | Der junge Törless                   | Bozena                          | [ 29 ]                             |
| 1966 | Un angelo per Satana                | Harriet Montebruno / Belinda    | [ 30 ]                             |
| 1968 | Curse of the Crimson Altar          | Lavinia Morley                  | [ 31 ]                             |
| 1974 | Caged Heat                          | Superintendente McQueen         | [ 32 ]                             |
| 1975 | Shivers                             | Betts                           | [ 33 ]                             |
| 1977 | I Never Promised You a Rose Garden  | Idat                            | Cenas deletadas[carece de fontes?] |
| 1978 | Pretty Baby                         | Josephine                       | [ 34 ]                             |
| 1978 | Piranha                             | Dra. Mengers                    | [ 35 ]                             |
| 1979 | Silent Scream                       | Victoria Engels                 | [ 36 ] [ 37 ]                      |
| 2012 | The Butterfly Room                  | Ann                             | [ 38 ] [ 39 ]                      |
| 2014 | Lost River                          | Avó                             | [ 40 ] [ 41 ]                      |
| 2016 | Le Fantôme                          | —                               | Curta-metragem                     |
| 2016 | Minutes Past Midnight               |                                 | [carece de fontes?]                |

### Televisão
| Ano  | Título                    | Papel                                         | Notas      |
| ---- | ------------------------- | --------------------------------------------- | ---------- |
| 1955 | Dial 999                  | Toni Miller                                   | 1 episódio |
| 1961 | Alfred Hitchcock Presents | Phyllis                                       | 1 episódio |
| 1964 | Les baisers               | Thelma                                        | 1 episódio |
| 1972 | Night Gallery             | Craighill                                     | 1 episódio |
| 1983 | The Winds of War          | Sra. Stoller                                  | Minissérie |
| 1988 | War and Remembrance       | Elsa MacMahon                                 | Minissérie |
| 1991 | Dark Shadows              | Dra. Julia Hoffman / Condessa Natalie Du Pres | Minissérie |
| 2020 | Castlevania               | Miranda                                       | Voz        |